# Germigny-des-Prés
Germigny-des-Prés ist eine französische Gemeinde im Département Loiret in der Region Centre-Val de Loire. Sie hat 700 Einwohner (Stand 1. Januar 2022) auf einer Fläche von 978 Hektar und liegt auf einer durchschnittlichen Höhe von 110 m über dem Meeresspiegel.

## Lage
Der Ort liegt am rechten Ufer der Loire zwischen Châteauneuf-sur-Loire im Westen und Saint-Benoît-sur-Loire im Osten. Im nördlichen Gemeindegebiet mündet der Fluss Bonnée in die Loire.

## Geschichte und Bevölkerungsentwicklung
788 verzeichnet der „Catalogus abbatum Floriacensium“ (eine Art Güterverzeichnis der Abtei Fleury, als Quelle „SS_15,1 Nr. 500“) erstmals die „villa Germaniacus“. Aus dieser entwickelte sich rasch ein karolingischer Königshof. In diesem trafen sich die Herrscher des westfränkischen Reichs 843 zu einer Synode (MGH Conc. III, 001). 854 und 856 weilte der westfränkische König Karl der Kahle hier, um „in Germiniaco palatio“ Schenkungsurkunden für die Klöster Montolieu und Saint-Riquier zu unterzeichnen (DD_Charles_II, 166 + 183).
| Jahr                       | 1962 | 1968 | 1975 | 1982 | 1990 | 1999 | 2007 | 2018 |
| Einwohner                  | 410  | 368  | 371  | 398  | 457  | 509  | 715  | 721  |
| Quellen: Cassini und INSEE |      |      |      |      |      |      |      |      |

## Vorromanische Kirche
Die Kirche von Germigny-des-Prés (Oratorium von Germigny-des-Prés, Theodulfs Kapelle) ist ein vorromanischer, karolingischer Kirchenbau. Sie wurde im Jahr 806 fertiggestellt und ist heute einer der ältesten erhaltenen Kirchenbauten Frankreichs. Die Kirche war eine Gründung Theodulfs von Orleans. Ihre Architektur lehnte sich an die Aachener Pfalzkapelle Karls des Großen an. Der ursprüngliche Zentralbau in Form eines Griechischen Kreuzes wurde im Mittelalter durch ein Kirchenschiff erweitert (dabei musste die westliche Abside abgebrochen werden).

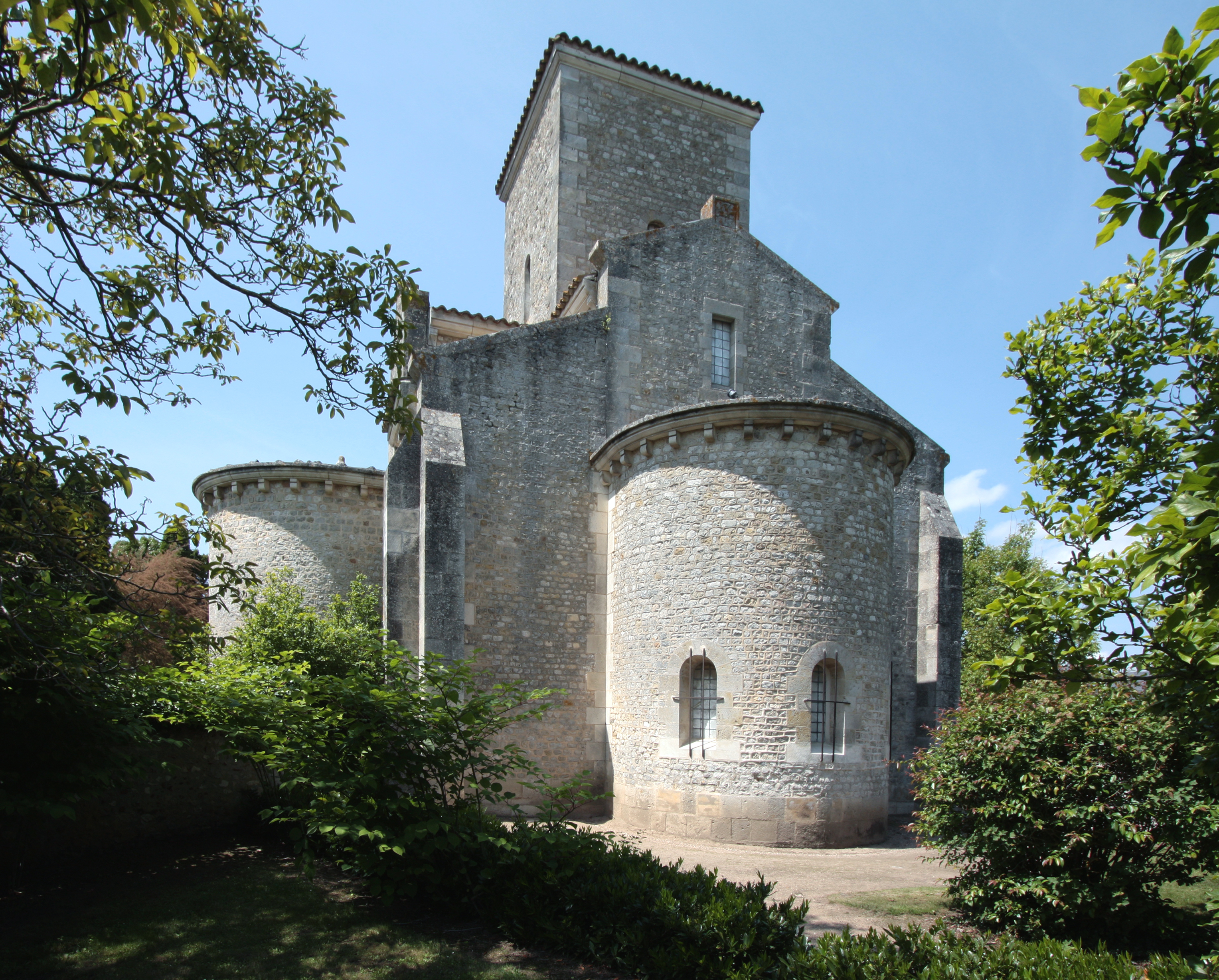
Kirche von Germigny-des-Prés
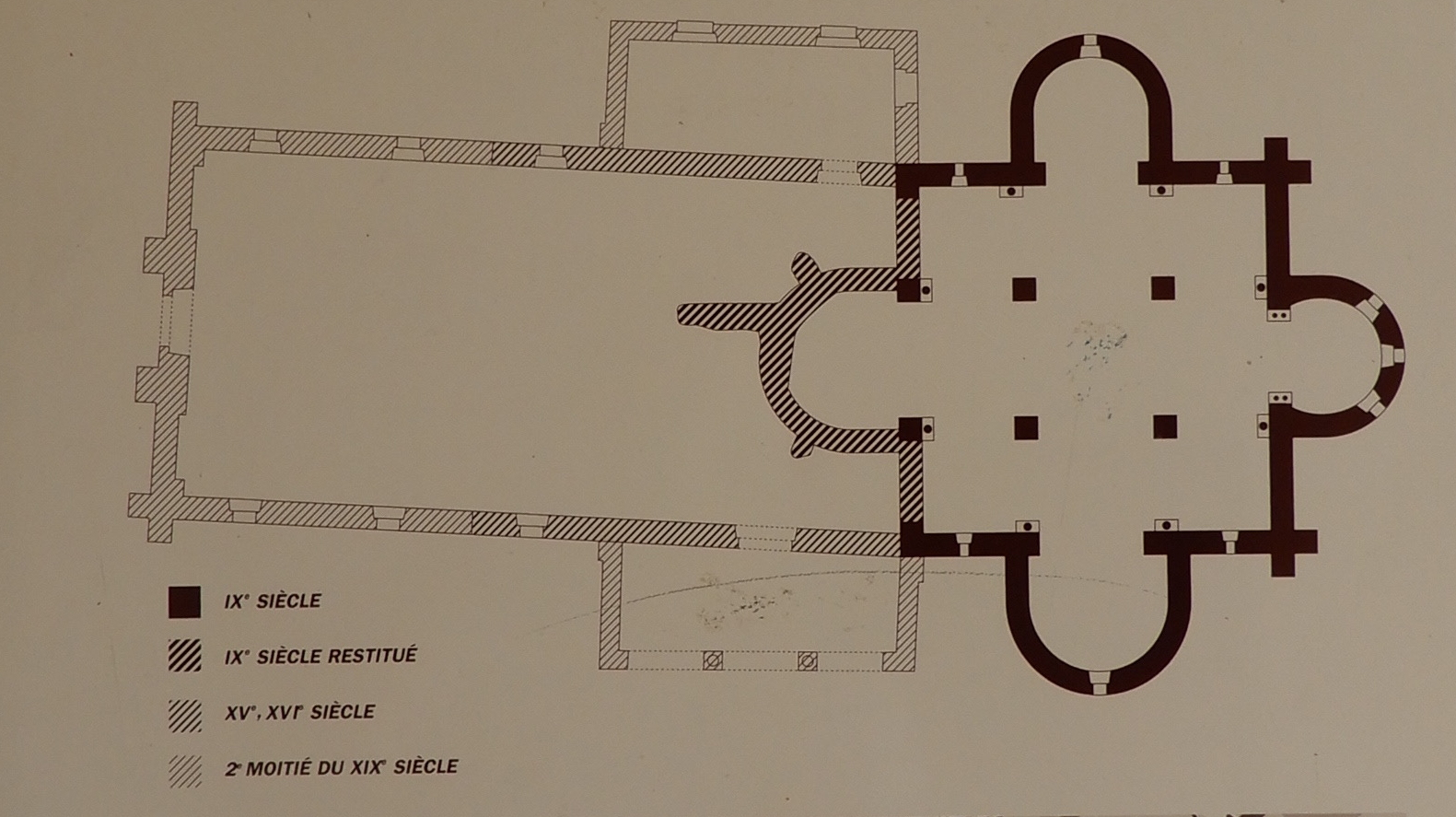
Grundriss der Kirche von Germigny-des-Prés
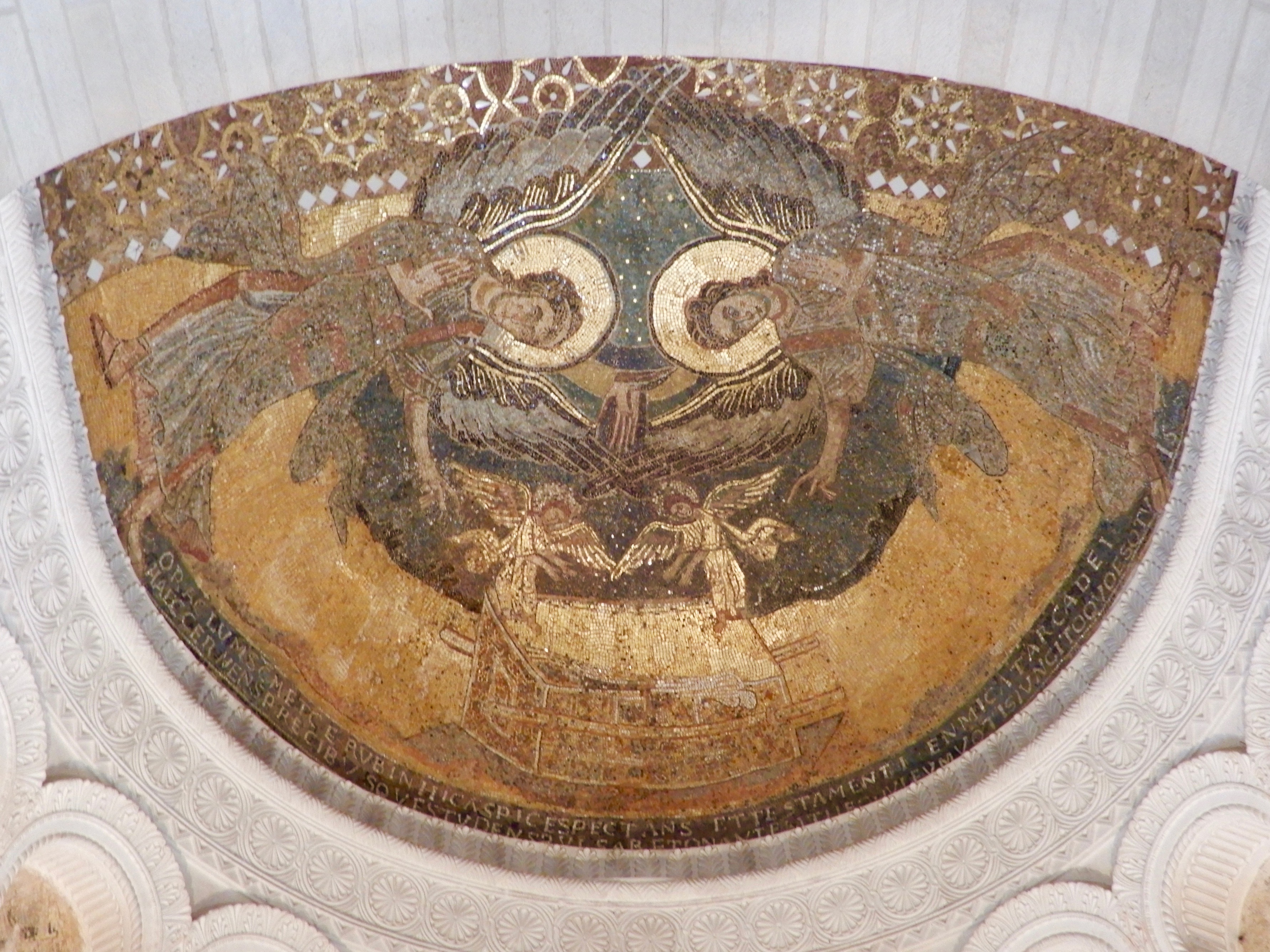
Mosaik in der Ostabside der Kirche von Germigny-des-Prés
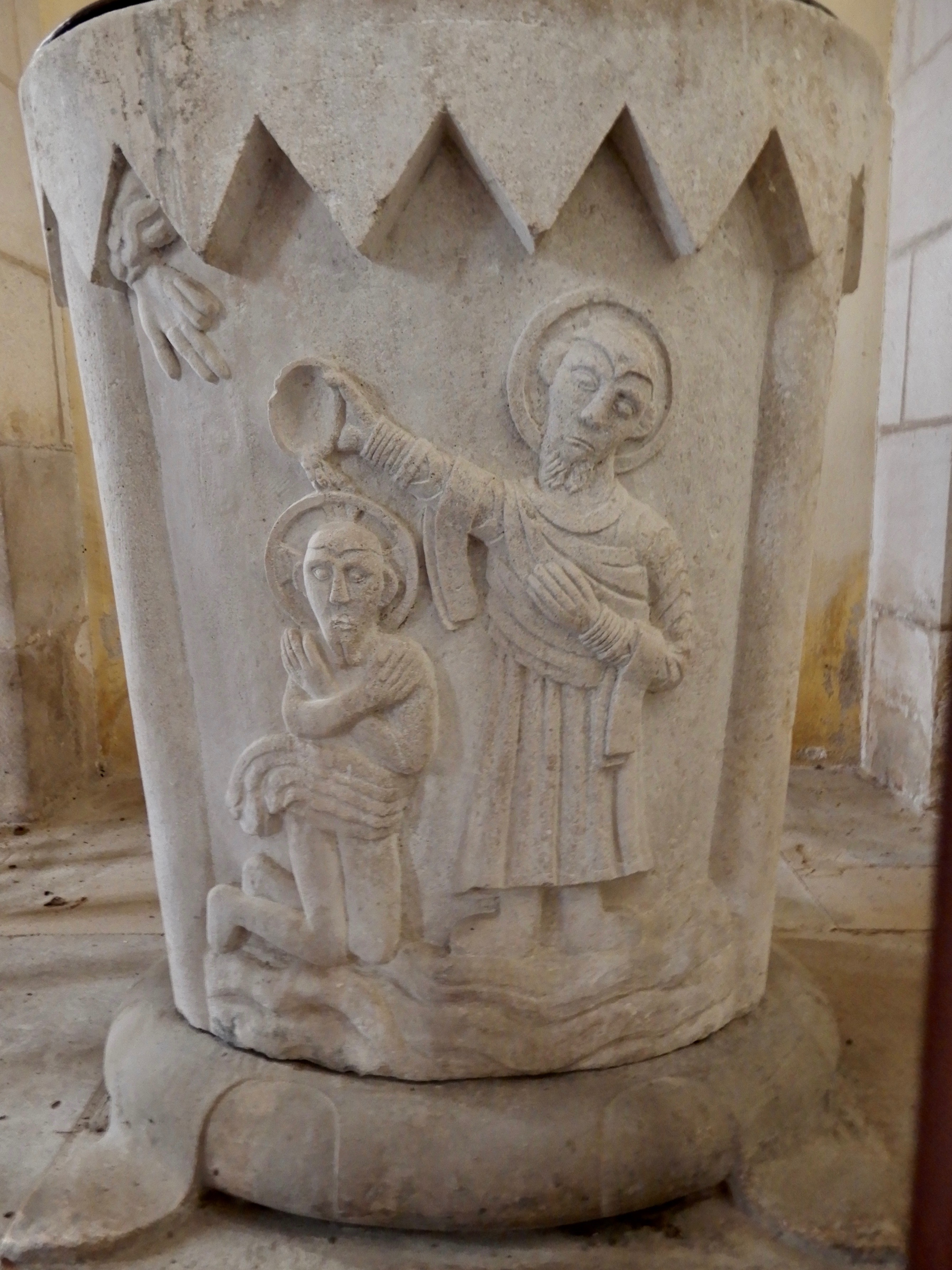
Romanischer Taufstein in der Abteikirche

Von besonderem Interesse ist das Mosaik in der Ostabside. Es stellt zwei Engel dar und in der Mitte die Bundeslade. Das nördlich der Alpen einzigartige Mosaik byzantinischen Stils wurde in der Französischen Revolution überstrichen und erst später wiederentdeckt.